# Граф Уинтертон

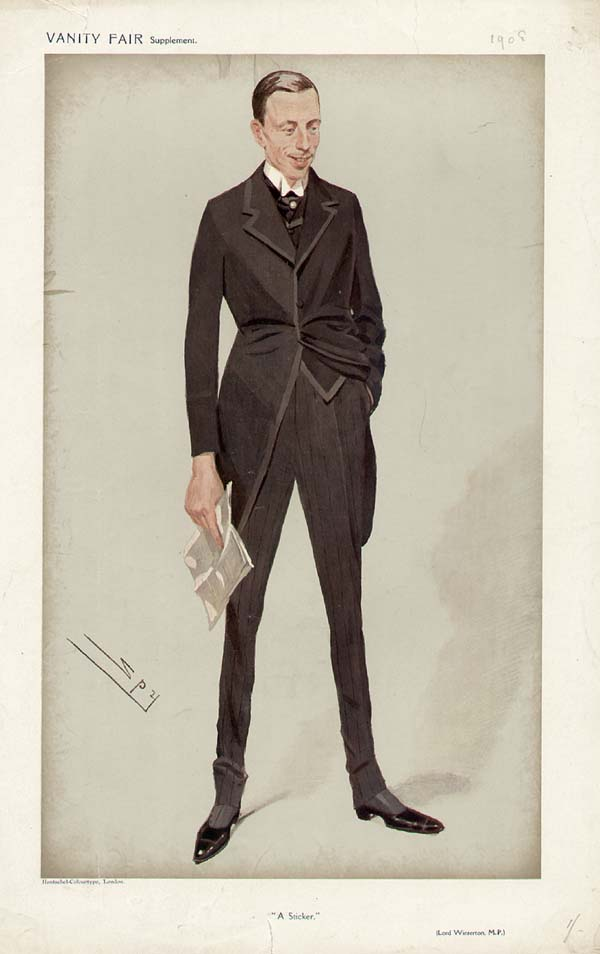
Эдвард Тернер, 6-й граф Уинтертон

Граф Уинтертон в графстве Голуэй (англ. Earl Winterton) — наследственный титул в системе Пэрства Ирландии. Он был создан в 1766 году для Эдварда Гарта-Тернера, 1-го барона Уинтертона (1734—1788), который представлял Брамбер в Палате общин. Эдвард Тернер также получил титулы барона Уинтертона из Горта в графстве Голуэй (1761) и виконта Тернера из Горта в графстве Голуэй (1766), став пэром Ирландии. Эдвард Гарт-Тернер, лорд Уинтертон, был сыном Джозефа Гарта и Сары (ум. 1744), дочери Фрэнсиса Джи и Сары Тернер, дочери сэра Эдварда Тернера, депутата Палаты общин от Орфорда, старшего сына сэра Эдварда Тернера, спикера Палаты общин с 1661 по 1671 год. Его мать Сара была единственной наследницей имений Тернеров и после её смерти в 1744 году Эдвард Гарт, получив королевское разрешение, принял фамилию «Тернер».
Эдвард Тернер, 6-й граф Уинтертон (1883—1962), потомок 1-го графа Уинтертона, был политиком-консерватором. Он представлял Хоршем в Палате общин (1904—1918, 1918—1945, 1945—1951), занимал должности заместителя министра по делам Индии (1922—1924, 1924—1929) и канцлера герцогства Ланкастерского (1937—1939). В 1951 году для него был создан титул барона Тернера из Шиллингли в графстве Суссекс (пэрство Соединённого королевства). В 1962 году после смерти бездетного 6-го графа титул барона Тернера пресекся, а титул графа унаследовал его родственник, Рональд Тернер, 7-й граф Уинтертон (1915—1991), который проживал в Канаде.
По состоянию на 2024 год, обладателем графского титула является его племянник, Дональд Дэвид Тернер, 8-й граф Уинтертон (род. 1943). Он был старшим сыном Ноэля Тернера, младшего брата 7-го графа. Лорд Уинтертон также проживает в Канаде.

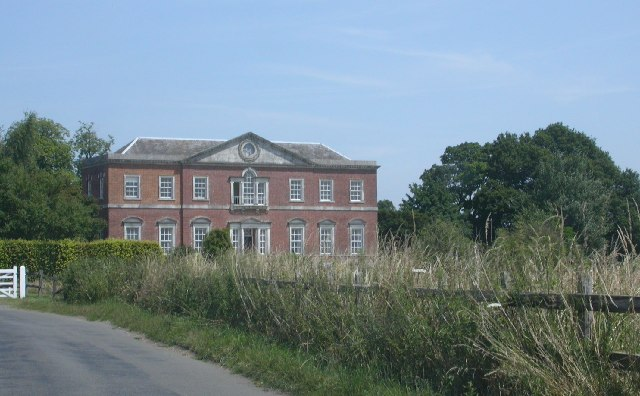
Шиллингли-хаус

Фамильная резиденция семьи Тернеров — поместье Шиллингли в Западном Суссексе.

## Графы Уинтертон (1766)
- 1766—1788: Эдвард Гарт-Тернер, 1-й граф Уинтертон (1734 — 10 августа 1788), сын Джозефа Гарта;
- 1788—1831: Эдвард Тернер, 2-й граф Уинтертон (11 мая 1758 — 23 апреля 1831), старший сын предыдущего;
- 1831—1833: Эдвард Тернер, 3-й граф Уинтертон (13 июня 1784 — 6 января 1833), старший сын предыдущего;
- 1833—1879: Эдвард Тернер, 4-й граф Уинтертон (18 мая 1810 — 1 марта 1879), сын предыдущего;
- 1879—1907: Эдвард Тернер, 5-й граф Уинтертон (15 августа 1837 — 5 сентября 1907), сын предыдущего;
- 1907—1962: Эдвард Тернер, 6-й граф Уинтертон (4 апреля 1883 — 26 августа 1962), сын предыдущего;
- 1962—1991: Рональд Мангольд Тернер, 7-й граф Уинтертон (13 сентября 1915—1991), сын Сесила Тернера (1880—1953) и потомок достопочтенного Адолфеса Огастеса Тернера (1789—1857), сына 2-го графа Уинтертона;
- 1991 — настоящее время: Дональд Дэвид Тернер, 8-й граф Уинтертон (род. 1943), сын Ноэля Тернера, племянник предыдущего;
  - Наследник: Роберт Чарльз Тернер (род. 1950), младший брат предыдущего;
    - Второй наследник: Джон Мюррей Тернер (род. 1951), младший брат предыдущего;
      - Третий наследник: Джонатан Уинтертон Бехан Тернер (род. 1985), сын предыдущего.